# Pacea de la Aachen (1748)

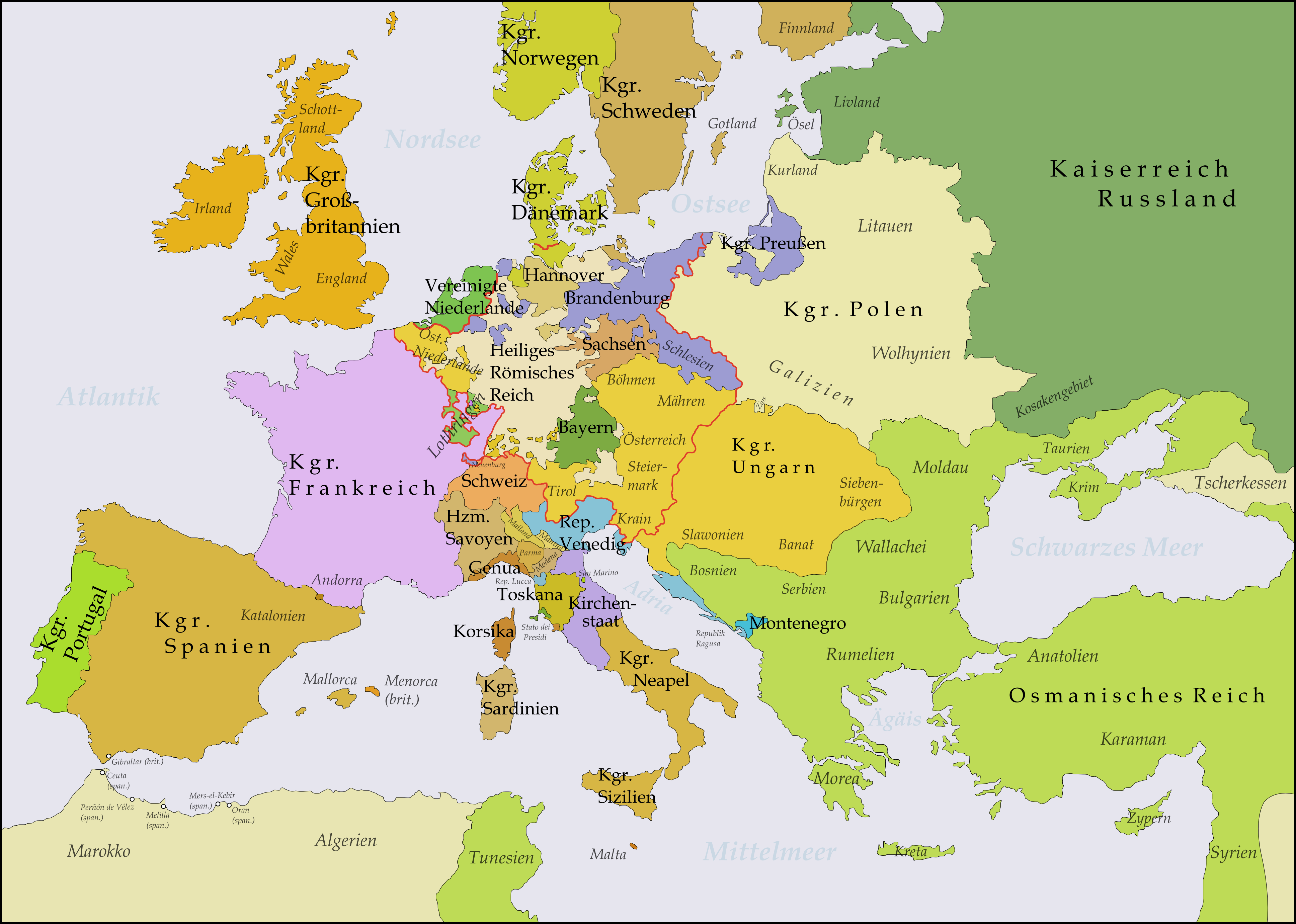
Harta Europei după Pacea de la Aachen din 1748

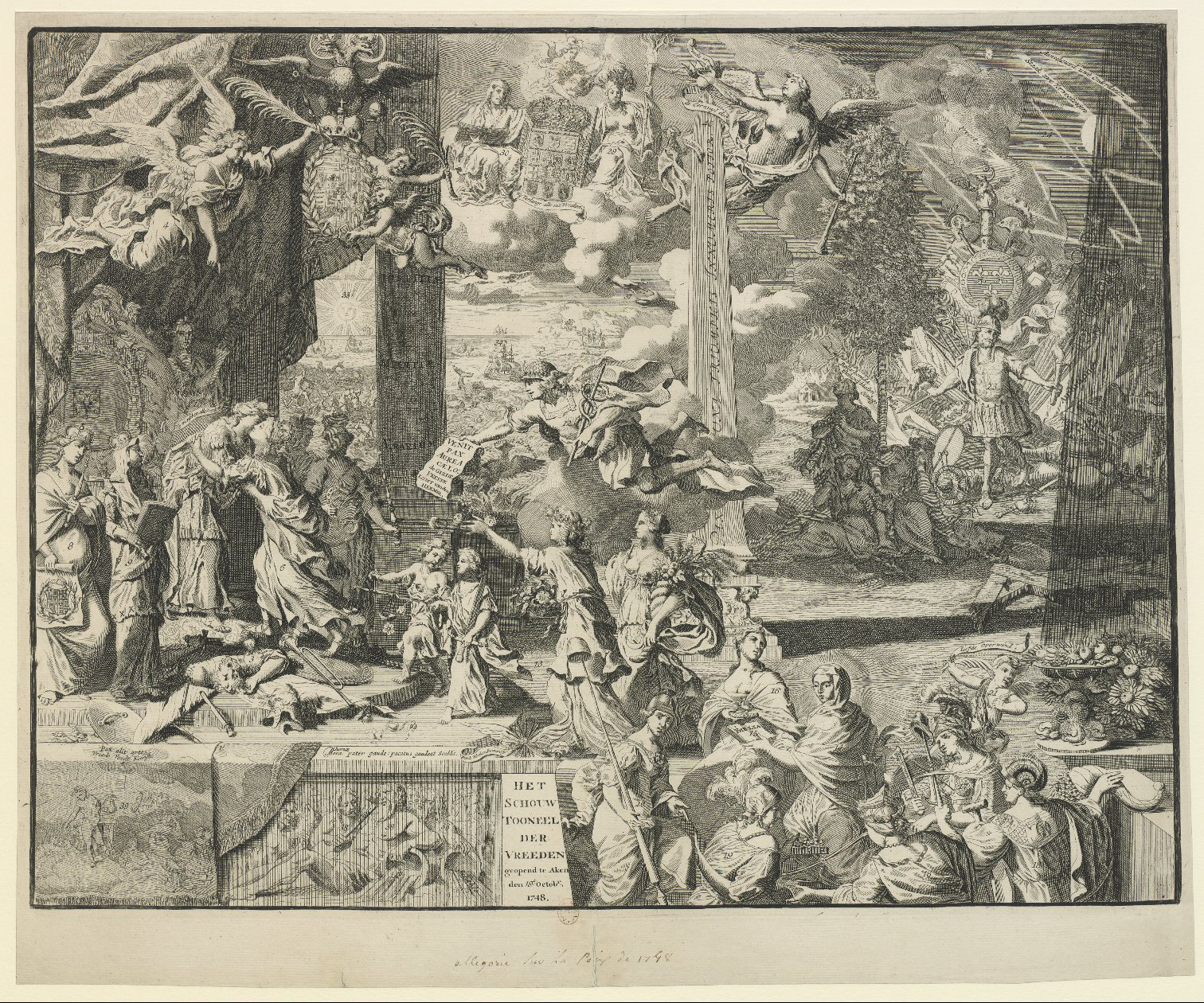
Pacea de la Aachen - alegorie

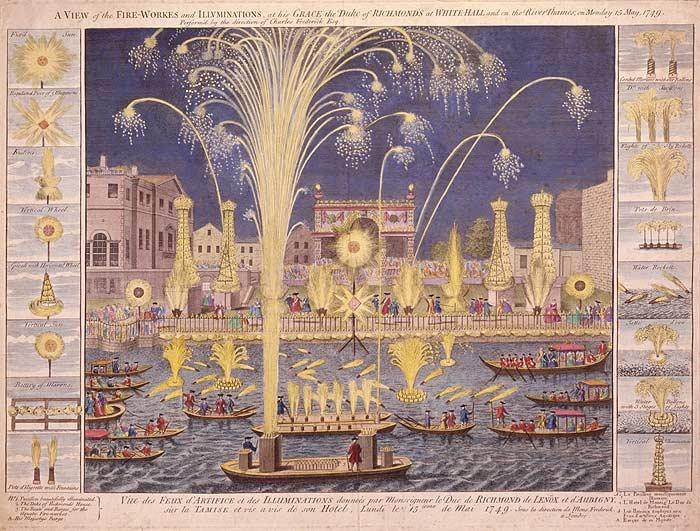
Focuri de artificii deasupra Tamisei la celebrarea Păcii de la Aachen (gravură colorată contemporană)

Pacea de la Aachen a fost un tratat internațional încheiat la 18 octombrie 1748, care a pus capăt Războiului de Succesiune Austriacă. Acest tratat a fost precedat de un congres care a avut loc pe 24 aprilie 1748 în orașul imperial liber Aachen.

## Conținut și consecințe
- Returnarea generală a cuceririlor făcute în războiul anterior. Franța a renunțat la Țările de Jos Austriece și la orașele de frontieră olandeze pe care le ocupaseră și au redat Madras (India) britanicilor, iar aceștia au returnat Cetatea Louisbourg de pe insula Cape Breton din Canada.
- Împărăteasa Maria Terezia a redat ducatele Parma, Piacenza și Guastalla din nordul Italiei inamicului ei Filip, duce de Parma și mai multe teritorii din vestul Lombardiei (Angera, Vigevano, Voghera și Bobbio) aliatului ei Carol Emanuel al III-lea al Sardiniei. De aceea a fost general recunoscută Pragmatica Sancțiune.
- Ducatul Modena și Reggio și Republica Genova au fost revenit la întinderea anterioară.
- Privilegiul comerțului cu sclavi (Asiento de Negros⁠(d)) acordat Marii Britanii de către Spania prin Pacea de la Utrecht (1713), precum și dreptul de a trimite în fiecare an o navă în coloniile spaniole stabilit prin aceeași pace, au fost confirmate și reînnoite.
- Prusiei i-a fost confirmată posesia Sileziei și a comitatului Glatz.
- Dominica, Sf. Vincent, Sf. Lucia și Tobago au rămas neutre, în posesia exclusivă a caribilor.[1]

Tratatul de pace nu a stabilit nimic privitor la războiul comercial dintre Anglia și Franța în Indiile de Vest, Africa și India, astfel încât el nu a fost o baza unei păci durabile. În Franța a existat o indignare generală deoarece tratatul de pace era privit, în special din cauza Țărilor de Jos Austriece, ca o renunțare inutilă la avantajele ce fuseseră obținute în principal datorită strălucitei strategii a mareșalului Maurice de Saxa. La Paris a apărut expresia „bête comme la paix” („prost ca pacea”). Cu toate acestea, Pacea de la Aachen a adus stabilitate Italiei. Noile granițe ale teritoriilor și începutul domniei pașnicului Ferdinand al VI-lea al Spaniei a permis clauzelor Păcii de la Aachen să dureze până la izbucnirea Războiul Primei Coaliții în 1792.
Spania s-a opus mai târziu „clauzelor Asiento”, iar Tratatul de la Madriddin 5 octombrie 1750 care a completat Pacea de la Aachen stabilea că Marea Britanie renunța la pretențiile sale conform clauzelor Asiento în schimbul unei compensații de 100 000 de lire sterline.
În aprilie 1749 încheierea păcii a fost sărbătorită la Londra în Green Park cu focuri de artificii și muzică compusă de Georg Friedrich Händel la comanda regelui britanic George al II-lea.